# Калача

Калача (азерб. Qalaça) — село у Лачинському районі Азербайджану. Село розташоване за 35 км на північний захід від районного центру, міста Лачина а та за 57 км на північ від міста Горіса.
З 1992 по 2020 рік було під Збройні сили Вірменії окупацією і називалось Бердік (вірм. Բերդիկ), входячи в Кашатазький район невизнаний Нагірно-Карабаська Республіка. 1 грудня 2020 в ході Другої карабаської війни села було звільнено Збройні сили Азербайджану. (вірмени трактують це як окупацію).
Село розташоване на лівому березі річки Zabuxçay та знаходиться поруч з селами Карикишлак, Мірік та Мінкенд.